# Gavrus
Gavrus és un municipi francès situat al departament de Calvados i a la regió de Normandia. L'any 2007 tenia 442 habitants.

## Demografia

### Població
El 2007 la població de fet de Gavrus era de 442 persones. Hi havia 137 famílies de les quals 16 eren unipersonals (4 homes vivint sols i 12 dones vivint soles), 24 parelles sense fills, 73 parelles amb fills i 24 famílies monoparentals amb fills.
La població ha evolucionat segons el següent gràfic:
Habitants censats

### Habitatges
El 2007 hi havia 149 habitatges, 138 eren l'habitatge principal de la família, 5 eren segones residències i 5 estaven desocupats. 138 eren cases i 5 eren apartaments. Dels 138 habitatges principals, 112 estaven ocupats pels seus propietaris, 24 estaven llogats i ocupats pels llogaters i 2 estaven cedits a títol gratuït; 15 tenien tres cambres, 33 en tenien quatre i 91 en tenien cinc o més. 115 habitatges disposaven pel capbaix d'una plaça de pàrquing. A 46 habitatges hi havia un automòbil i a 87 n'hi havia dos o més.

### Piràmide de població
La piràmide de població per edats i sexe el 2009 era:
| Homes | Edats   | Dones |
| ----- | ------- | ----- |
| 0     | 95 o +  | 0     |
| 0     | 90 a 94 | 0     |
| 0     | 85 a 89 | 8     |
| 0     | 80 a 84 | 0     |
| 0     | 75 a 79 | 0     |
| 0     | 70 a 74 | 0     |
| 0     | 65 a 69 | 0     |
| 4     | 60 a 64 | 4     |
| 12    | 55 a 59 | 0     |
| 20    | 50 a 54 | 20    |
| 0     | 45 a 49 | 4     |
| 8     | 40 a 44 | 4     |
| 8     | 35 a 39 | 16    |
| 12    | 30 a 34 | 8     |
| 12    | 25 a 29 | 4     |
| 4     | 20 a 24 | 0     |
| 4     | 15 a 19 | 4     |
| 16    | 10 a 14 | 8     |
| 8     | 5 a 9   | 12    |
| 0     | 0 a 4   | 16    |

## Economia
El 2007 la població en edat de treballar era de 293 persones, 236 eren actives i 57 eren inactives. De les 236 persones actives 217 estaven ocupades (118 homes i 99 dones) i 19 estaven aturades (11 homes i 8 dones). De les 57 persones inactives 14 estaven jubilades, 23 estaven estudiant i 20 estaven classificades com a «altres inactius».

### Ingressos
El 2009 a Gavrus hi havia 142 unitats fiscals que integraven 464 persones, la mediana anual d'ingressos fiscals per persona era de 19.372,5 €.

### Activitats econòmiques
Dels 12 establiments que hi havia el 2007, 2 eren d'empreses extractives, 5 d'empreses de construcció, 2 d'empreses de comerç i reparació d'automòbils, 1 d'una empresa financera i 2 d'empreses de serveis.
Dels 2 establiments de servei als particulars que hi havia el 2009, 1 era un paleta i 1 fusteria.
L'any 2000 a Gavrus hi havia 4 explotacions agrícoles.

## Equipaments sanitaris i escolars
El 2009 hi havia una escola elemental.

## Poblacions més properes
El següent diagrama mostra les poblacions més properes.